# Maribo
Maribo  is een plaats en voormalige gemeente in Denemarken. De plaats ligt op het eiland Lolland en is tegenwoordig deel van de gemeente Lolland.

## Geschiedenis
Op de plek van het huidige Maribo lag rond 1400 het dorp Skimminge. Nadat de Birgittinessen grond hadden gekregen van koningin Margrete I, bouwden zij daar een klooster voor zowel nonnen als monniken. In 1416 was het klooster gereed. De nederzetting rondom het klooster kreeg van koning Erik van Pommeren diverse stadsrechten, waardoor het een marktstad werd. Het stadje kreeg twee jaar later de naam Maribo, hetgeen 'woonplaats voor Maria' betekent.
Vanwege de ongunstige ligging - Maribo lag niet aan zee - ontwikkelde het stadje zich nauwelijks tot een echte handelsplaats. Het klooster groeide echter uit tot een van de voornaamste kloosters van het land. Na de Reformatie kreeg het klooster de functie van opvanghuis voor ongetrouwde adellijke dames. De kloosterkerk werd in 1596 de parochiekerk van Maribo nadat de stadskerk was afgebrand. De kloostergebouwen werden in de hierna volgende eeuw afgebroken.
De stad had te lijden van diverse stadsbranden en epidemieën. Maribo telde in 1769 nog slechts 504 inwoners.
In de 19e eeuw ging het langzaamaan wat beter. De oude kloosterkerk werd verheven tot Domkerk. De handel trok aan en Maribo werd een belangrijke producent van brandewijn. In 1869 kreeg Maribo een spoorlijn.

## Voormalige gemeente
De oppervlakte bedroeg 154,02 km². De gemeente telde 11.098 inwoners waarvan 5444 mannen en 5654 vrouwen (cijfers 2005).
Na de herindeling van 2007 werden de gemeentes Holeby, Højreby, Maribo, Nakskov, Ravnsborg, Rudbjerg en Rødby samengevoegd tot de gemeente Lolland.

## Plaats
De plaats Maribo telt 5988 inwoners (2007). De plaats behoort kerkelijk gezien bij Maribo Domsogn.

## Geboren
- Kaj Munk (1898-1944), Deens dichter, toneelschrijver en Luthers dominee

## Overleden
- Leonora Christina Ulfeldt (1621-1698), dochter van de Deense koning Christiaan IV van Denemarken

- Gemeinsame Normdatei: 4335416-6
- Nationale Bibliotheek van Tsjechië: ge1232128
- Virtual International Authority File: 244262505
- WorldCat: E39PBJkMDFDgc4XkyFbkm7mTpP